# Белоградчишка крепост
Вижте пояснителната страница за други значения на Белград.
Белоградчишката крепост е крепост, която се намира непосредствено до град Белоградчик, България. В исторически аспект крепостта е най-голямата културна забележителност на град Белоградчик. Към Белоградчишкото кале и към Белоградчишките скали е насочен основният туристически поток на района. Белоградчишката крепост е една от най-запазените крепости в България и е обявена за паметник на културата от национално значение.
Крепостта е построена по времето, когато тези територии са били в пределите на Римската империя. При построяването на някогашната римска крепост са използвани изключително естествените скални форми, които се намират тук. На практика крепостни стени са били построени само от северозапад и югоизток. От останалите страни крепостният двор е преграден от естествени скални масиви с височина над 70 метра.
Първоначално Белоградчишкото кале е имало предимно наблюдателни функции, а не строго отбранителни. През 14 век цар Иван Срацимир разширява старото укрепление като изгражда крепостни гарнизони пред съществуващите преградни скални масиви. По време на неговото управление крепостта става едно от основните по важност укрепления в региона като отстъпва само на Видинската крепост, която е служила за замък на самия Срацимир.
При завладяването на България от Османската империя Белоградчишката крепост е превзета през 1396 г. По време на Османското владичество турците разширяват крепостта, поради засилената хайдушка и революционна активност в района. Същински изменения в структурата на крепостта са нанесени в началото на 19 век.
В разширенията от този период проличава характерен за османското крепостостроителство стил. Извършва се почти пълно преустройство, както и допълнителни разширения. Добавени са и типично европейски елементи в крепостта. Това се дължи на френските и италианските инженери, които участват в разширението.
Важна е ролята на Белоградчишкото кале в потушаването на Белоградчишкото въстание от 1850 г. За последен път крепостта е използвана във военни действия по време на Сръбско-българската война през 1885 г.
Стените на калето са с дебелина над 2 метра в основата си, а на височина достигат до 12 метра. Съществуват 3 отделени един от друг крепостни двора, които се свързват помежду си посредством крепостни порти. Цялата крепост има обща площ 10 210 m².
Крепостта е реставрирана, след като е обявена за паметник на културата. Стопанисва се от управлението на Белоградчишкия исторически музей. Част е от Стоте национални туристически обекта. Има печат.